# Erythrina megistophylla
Erythrina megistophylla är en ärtväxtart som beskrevs av Friedrich Ludwig Diels. Erythrina megistophylla ingår i släktet Erythrina och familjen ärtväxter. Inga underarter finns listade i Catalogue of Life.